# Ауксилиарий
Ауксилиа́рий (лат. Auxiliarius), викарный епископ или вспомогательный епископ — в Католической церкви епископ, назначаемый в обширную и многочисленную епархию, с целью помощи епископу-ординарию. Также вспомогательный епископ может быть назначен в епархию, ординарий которой по каким-либо причинам неспособен исполнять свои функции.
Согласно каноническому праву, никакой епископ не может быть рукоположён без права на определённую и отделённую епархию, которой он управляет, или фактически или потенциально, поэтому вспомогательные епископы — титулярные епископы епархий, которых больше не существует.
Каноническое право требует, чтобы епархиальный епископ назначил каждого вспомогательного епископа генеральным викарием или епископским викарием епархии.